# Beto Lee
Roberto Lee de Carvalho (São Paulo, 21 de março de 1977), mais conhecido como Beto Lee, é um cantor, compositor e guitarrista brasileiro. É filho da cantora Rita Lee e do guitarrista Roberto de Carvalho. Tem uma filha chamada Izabela.

## Carreira como músico
Beto Lee começou a tocar guitarra aos 10 anos, e aos 15 montou sua primeira banda, chamada Larika. Desde 1995 acompanha a cantora Rita Lee em seus shows. Gravou discos e dvds com Rita Lee: Acústico MTV - Rita Lee (1998), 3001 (2000), Balacobaco (2003), MTV Ao Vivo - Rita Lee (2004), Biograffiti (2007), Multishow Ao Vivo - Rita Lee (2009). Como convidado, participou dos shows de Barão Vermelho, Capital Inicial, Andreas Kisser, Cachorro Grande, Wilson Sideral, Jota Quest, Liminha, Milton Nascimento, Gilberto Gil, Velhas Virgens e Magazine. Beto também tocou nos discos de Zélia Duncan, Supla e Otto.
Em 1998, uma canção de sua autoria, "O Gosto do Azedo", cuja letra trata da dificuldade de socialização de pessoas soropositvas, foi gravada por sua mãe, Rita Lee, no álbum Acústico MTV - Rita Lee. Por conta desta música, Beto Lee foi agraciado com o Prêmio Sheila Cortopassi (categoria: Arte), que é uma premiação oferecida pela APTA (Associação para Prevenção e Tratamento da Aids) e concedida a pessoas e instituições que se destacaram em trabalhos ligados à Aids ao longo do ano.
Em 2002, gravou o primeiro disco solo, intitulado Todo Mundo É Igual, contando com a participação de Gabriel O Pensador, Itamar Assumpção e Carlos Rennó.
Em 2004, criou o power trio Galaxy, com o qual gravou um disco, que foi lançado pelo selo carioca Astronauta Discos.
Em 2005, com o nascimento de sua primeira filha Izabella Lee, Beto deu um tempo em sua carreira musical.
Em 2010, Beto começa sua preparação para volta ao cenário musical com seu segundo disco solo, Celebração & Sacrifício, que foi produzido por Tadeu Patolla (Charlie Brown Jr./ Biquini Cavadão) com produção executiva de Guto Cavalcante e contém parcerias com Kiko Zambianchi, Supla, e Skowa, da banda dos anos 80, Skowa e a Máfia. O disco foi lançado em 2011, e em 2012 ganhou o Grammy Latino como Melhor Álbum de Rock Brasileiro.
Em julho de 2016 passa a fazer parte da banda de rock de São Paulo Titãs como guitarrista de apoio, substituindo o membro fundador Paulo Miklos, que quis focar em projetos pessoais após 34 anos de atividade com o grupo. Lee se junta aos Titãs remanescentes Branco Mello, Sérgio Britto e Tony Bellotto; e ao baterista de apoio Mário Fabre. Juntos, prosseguiram com a turnê do álbum Nheengatu e posteriormente lançaram a ópera rock Doze Flores Amarelas.
Em agosto de 2017, Beto, juntamente com os músicos Diego Guimarães e Edu Salvitti, lançou a produtora musical Trio Music, com foco em publicidade, criação de projetos, conteúdos culturais, trilhas para cinema, televisão e discos autorais.

### Galaxy
Galaxy foi um power-trio formado por Beto Lee com seus compadres Edu Salvitti (bateria) e Gonzales (baixo). Eles lançaram um disco em 2004 pelo selo Astronauta Discos (RJ), intitulado Galaxy, o qual foi divulgado num esquema independente de jabás, tocando pelas casas de São Paulo e apresentando o álbum pela primeira vez ao público no Teatro Odisséia.
A banda trouxe em seu repertório músicas como "Dicionário Brasileiro", escrita por Otto, e os covers de "Agora Ninguém Chora Mais", de Jorge Ben Jor, e "No Fun", de Iggy Pop and The Stooges.

## Carreira como apresentador de televisão
Em 2007, apresentou a série Que Rock é Esse? pelo canal Multishow sobre a história do pop rock brasileiro. A série foi um sucesso de audiência e no ano seguinte Beto apresentou a segunda edição do programa, falando sobre o rock internacional. Depois, partiu para a PlayTV, onde apresentou o programa Combo - Fala + Joga durante pouco tempo e, em março de 2009, voltou ao canal Multishow para mais duas empreitadas, o Geleia do Rock, que durou três temporadas e o Experimente, que sob o comando de Beto, durou cinco temporadas.

## Discografia

### Carreira Solo
- 2002 - Todo Mundo É Igual
- 2011 - Celebração & Sacrifício

### Com Galaxy
- 2004 - Galaxy

### ComRita Lee
- 1998 - Acústico MTV (CD e DVD)
- 2000 - 3001 (CD)
- 2003 - Balacobaco (CD)
- 2004 - MTV Ao Vivo (CD e DVD)
- 2007 - Biograffiti (DVD)
- 2009 - Multishow Ao Vivo (CD e DVD )

### ComTitãs
- 2018 - Doze Flores Amarelas
- 2020 - Titãs Trio Acústico
- 2022 - Olho Furta-Cor

### Composições
- "Tente Acreditar Em Mim" (Beto Lee / Kiko Zambianchi)
- "Era Tarde Demais" (Beto Lee / Skowa / Tadeu Patolla)
- "Going With You" (Supla / Beto Lee)
- "Izabella" (Beto Lee)
- "O Controle" (Beto Lee / Kiko Zambianchi)
- "Ceia de Natal" (Beto Lee / Carlos Rennó)
- "Maníaco" (Beto Lee / Itamar Assumpção)
- "O Gosto do Azedo" (Beto Lee)
- "Quem avisa amigo é" (Beto Lee / Itamar Assumpção)
- "Rebeldades" (Beto Lee / Rita Lee)
- "Todo mundo é igual" (Beto Lee / Gabriel o Pensador)
- "Vira-lata de raça" (Beto Lee / Rita Lee)

## Videografia como apresentador
| Ano(s)    | Programa/Evento             | Emissora  |
| --------- | --------------------------- | --------- |
| 2007      | Que Rock é Esse?            | Multishow |
| 2008      | Que Rock é Esse? 2          | Multishow |
| 2008      | Nokia Express Bands         | Multishow |
| 2009      | Combo - Fala + Joga         | PlayTV    |
| 2009      | Geleia do Rock              | Multishow |
| 2010      | Geléia do Rock 2            | Multishow |
| 2010      | Cobertura Festival SWU 2010 | Multishow |
| 2011      | Cobertura Festival SWU 2011 | Multishow |
| 2011      | Cobertura Rock in Rio IV    | Multishow |
| 2011      | Geléia do Rock 3            | Multishow |
| 2011-2016 | Experimente                 | Multishow |
| 2013      | Cobertura Rock in Rio V     | Multishow |

## Prêmios e Indicações
| Ano  | Prêmio                   | Categoria                       | Trabalho                  | Resultado | Ref.  |
| ---- | ------------------------ | ------------------------------- | ------------------------- | --------- | ----- |
| 1998 | Prêmio Sheila Cortopassi | Arte                            | música "O Gosto do Azedo" | Venceu    | [ 3 ] |
| 2012 | Grammy Latino            | Melhor Álbum de Rock Brasileiro | Celebração & Sacrifício   | Venceu    | [ 6 ] |